# Impatiens luchunensis
Impatiens luchunensis är en balsaminväxtart som beskrevs av S. Akiyama, H. Ohba och S.K. Wu. Impatiens luchunensis ingår i släktet balsaminer, och familjen balsaminväxter. Inga underarter finns listade i Catalogue of Life.